# Pycnogonum panamum
Pycnogonum panamum är en havsspindelart som beskrevs av Hilton, W.A. 1942. Pycnogonum panamum ingår i släktet Pycnogonum och familjen Pycnogonidae. Inga underarter finns listade i Catalogue of Life.